# 디미트리스 흐리스토피아스
디미트리스 흐리스토피아스(그리스어: Δημήτρης Χριστόφιας, 1946년 8월 29일 ~ 2019년 6월 21일)는 그리스계 키프로스의 정치인으로 좌익 정치가이며, 키프로스의 6번째 대통령이다.
흐리스토피아스는 노동인민진보당의 사무총장이며, 키프로스와 유럽 연합 최초의 공산주의자 국가 원수이다. 그는 2008년 키프로스 대통령 선거에서 결선 투표를 거친 끝에 승리하였다. 선거 유세 당시 그는 키프로스 분쟁을 해결하고 섬을 통일하기 위하여 터키계 키프로스인과 대화를 재개하겠다고 약속하였다. 그는 키프로스에 주둔한 영국군 기지인 아크로티리 데켈리아 폐쇄를 지지하였다. 2013년 퇴임했다.

## 역대 선거 결과
| 선거명      | 직책명            | 대수 | 정당           | 득표율 | 득표수    | 결과 | 당락 |
| ----------- | ----------------- | ---- | -------------- | ------ | --------- | ---- | ---- |
| 2008년 선거 | 키프로스의 대통령 | 7대  | 노동인민진보당 | 53.37% | 240,604표 | 1위  |      |

| 전임 타소스 파파도풀로스 | 제9대 키프로스의 대통령 2008년 ~ 2013년 | 후임 니코스 아나스타시아디스 |